# 309 (číslo)
Tři sta devět je přirozené číslo, které následuje po čísle tři sta osm a předchází číslu tři sta deset. Římskými číslicemi se zapisuje CCCIX a řeckými číslicemi τθ.

## Matematika
309 je:
- Poloprvočíslo
- Nešťastné číslo

## Astronomie
- (309) Fraternitas je planetka hlavního pásu, kterou objevil v roce 1891 Johann Palisa

## Doprava
- Silnice II/309 je česká silnice II. třídy vedoucí na trase Bohuslavice – Dobruška – Plasnice[1]

## Roky
- 309
- 309 př. n. l.